# Guirina
Guirina est une commune rurale située dans le département de Kampti de la province du Poni dans la région Sud-Ouest au Burkina Faso.

## Géographie
Guirina se trouve à environ 25 km au sud-est de Kampti et à 2 km au nord-est de Passéna. La ville est traversée par le route départementale D54 et se trouve à 15 km de la route nationale 12 menant à la frontière ivoirienne.

## Économie
Importante agglomération du département, Guirina est le principal centre d'échanges marchands du secteur.

## Santé et éducation
Le centre de soins le plus proche de Guirina est le centre de santé et de promotion sociale (CSPS) de Passéna tandis que le centre médical est à Kampti et que le centre hospitalier régional (CHR) de la province se trouve à Gaoua.